# Hamdi Cerchez
Hamdi Cerchez (n. 4 mai 1941, Hârșova – d. 6 martie 1994, Istanbul) a fost un actor de comedie român de etnie turcă, după alte surse, tătară sau cercheză (circaziană), asimilat în comunitatea turcă.
S-a născut la Hârșova și este înmormântat la cimitirul musulman din Constanța.
A fost absolvent al Colegiului Național Mircea cel Bătrân din Constanța.
Hamdi Cerchez s-a evidențiat ca actor prin talent, modestie și abnegație.

## Filmografie
- Titanic-Vals (1965)
- Gaudeamus igitur (1965)
- Răscoala (1966)
- Drum în penumbră (1972)
- Păcală (1974)
- Trei scrisori secrete (1974)
- Orașul văzut de sus (1975)
- Tănase Scatiu (1976)
- Mînia (1978)
- Nea Mărin miliardar (1979) - mafiotul Moe
- Singur printre prieteni (1979)
- Înghițitorul de săbii (1982)
- Un petic de cer (1984)
- Acțiunea „Zuzuc” (1984)
- Punct... și de la capăt (1987)
- Telefonul (1992)
- Bufoniștii(TV) (1992)
- Sunt liber!(TV) (1990)
- Dueliștii (TV) (1983)
- Hangița (TV) (1983)
- Așteptarea (1970)